# Винетун (Небраска)
Винетун (енгл. Winnetoon) град је у америчкој савезној држави Небраска.

## Демографија
По попису из 2010. године број становника је 68, што је 2 (-2,9%) становника мање него 2000. године.
| Група             | 2000.       | 2010.      |
| Белци             | 70 (100,0%) | 65 (95,6%) |
| Афроамериканци    | 0 (0,0%)    | 0 (0,0%)   |
| Азијати           | 0 (0,0%)    | 0 (0,0%)   |
| Хиспаноамериканци | 0 (0,0%)    | 0 (0,0%)   |
| Укупно            | 70          | 68         |